# Alfred Brüggemann (Mediziner)
Alfred Eduard Heinrich Brüggemann (* 2. Juli 1882 in Rotthausen; † 3. Juli 1971 in Gießen) war ein deutscher HNO-Arzt sowie Hochschullehrer.

## Leben

### Herkunft und Familie
Seine Eltern waren der Bergwerksdirektor Carl Brüggemann und dessen Ehefrau Emma geborene Randebrock.
Alfred Brüggemann heiratete im Jahre 1917 Elisabeth geborene Haagmann.

### Werdegang
Der gebürtige Rotthauser wandte sich nach dem Abitur dem Studium der Medizin an den Universitäten Freiburg, Straßburg, Würzburg und München zu, dort erfolgte 1908 seine Promotion zum Dr. med. Nach anschließender Ausbildung zum Facharzt für Hals-, Nasen-, Ohrenheilkunde erhielt Alfred Brüggemann 1912 eine Stelle als Wissenschaftlicher Assistent an der Klinik für HNO-Heilkunde der Justus-Liebig-Universität Gießen. Dort habilitierte er sich 1913 als Privatdozent im Fach Hals-, Nasen-, Ohrenheilkunde. Von 1914 bis 1918 nahm er als Oberarzt der Reserve am Ersten Weltkrieg teil. 1918 lehrte er an der Landesuniversität Dorpat. 1918 wurde er zum außerordentlichen Professor, 1922 zum ordentlichen Professor sowie Direktor der Universitäts-Ohrenklinik befördert. Er war 1926 und 1942/1943 Dekan der medizinischen Fakultät. Brüggemann bekleidete im Studienjahr 1929/30 und von 1943 bis 1945 das Rektoratsamt. Zusätzlich leitete Alfred Brüggemann in den Jahren 1930 bis 1945 die neue Heilstätte Seltersberg für Tuberkulose der oberen Luftwege in Gießen.
Brüggemann beantragte am 28. September 1937 die Aufnahme in die NSDAP und wurde rückwirkend zum 1. Mai desselben Jahres aufgenommen (Mitgliedsnummer 5.898.808), ebenfalls 1937 trat er dem NS-Dozentenbund bei. Nach Kriegsende wurde er als politisch belastet aus dem Hochschulamt entlassen und interniert. Nach einem Spruchkammerverfahren im Rahmen der Entnazifizierung wurde er erst als Hauptschuldiger und später als Mitläufer eingruppiert. Danach arbeitete er als niedergelassener Facharzt in Gießen. 1954 wurde er emeritiert.
Der durch grundlegende Beiträge auf seinen Fachgebieten Hals-, Nasen-, Ohrenheilkunde, Tuberkulose und Unfallheilkunde hervorgetretene Alfred Brüggemann wurde 1940 zum Mitglied der Deutschen Akademie der Naturforscher Leopoldina gewählt, 1953 erfolgte seine Aufnahme in die Medizinische Abteilung der Oberhessische Gesellschaft für Natur- und Heilkunde, 1957 wurde er zum Ehrenmitglied der Deutschen Gesellschaft der Hals-, Nasen- und Ohrenärzte ernannt.
Er starb im Sommer 1971 einen Tag nach Vollendung seines 89. Lebensjahres in Gießen.

## Publikationen
- Das erschwerte Décanulement und seine Behandlung mit besonderer Berücksichtigung der Dilatationsverfahren. Habilitationsschrift. Bergmann, Wiesbaden 1913.
- Krankheiten des äusseren und mittleren Ohres, G. Thieme, Leipzig, 1922.
- Die Grundlagen der ärztlichen Tätigkeit, Töpelmann, Giessen, 1930
- Mund- und Rachenhöhle, Kehlkopf und Trachea. In: Fritz König: Handbuch der gesamten Unfallheilkunde. Band IV. F. Enke, Stuttgart 1934, S. 266–301.
- Ohrtuberkulose. In: Herbert Assmann et al.: Ergebnisse der gesamten Tuberkuloseforschung. G. Thieme, Leipzig 1939.
- Unfall- und Berufsschäden von Ohr, Nase und Kehlkopf. In: Albert Wilhelm Fischer, Gustav Molineus: Das ärztliche Gutachten im Versicherungswesen. J. A. Barth, Leipzig 1939.